# Humppa
Humppa – rodzaj muzyki wywodzący się z Finlandii. Jest on spokrewniony z jazzem oraz bardzo szybkim fokstrotem, grany w takcie 2/4. Typowe tempo wynosi około 250 do 280 uderzeń na minutę. 
Humppa to także nazwa kilku tańców towarzyskich wykonywanych do muzyki tego typu polegających na podskakiwaniu w rytm muzyki. 

## Historia
Humppa rozwinęła się w latach 30. XX wieku z foxtrotu. Sama nazwa jest onomatopeją. Została ona wymyślona w latach 50. przez Antero Alpolę na potrzeby audycji radiowej, który podchwycił to na niemieckim festiwalu Oktoberfest, gdzie miejscowi używali tego słowa na opisanie gry występującego tam zespołu. Zespół prawdopodobnie używał tuby, gdyż pierwszy ton tego instrumentu brzmi jak "hump", a następujący po nim dźwięk jak "pa". (Stąd spokrewniony z humppą styl niemiecki jest znany jako "oompah").
Istnieje także druga wersja znaczenia słowa "humppa". Otóż po fińsku słowo to znaczy to samo, co "bzdura".

## Odtwórcy humppy
W późnych latach 70. i 80. humppa przeżyła swój renesans. Zostało wtedy założonych wiele nowych grup, zwłaszcza w Laponii, np. Hannu Merkku, Koillis-Humppa, Tarja Ylitalo i Souvarit. 
Początkowo humppa była w Finlandii gatunkiem muzycznym słuchanym jedynie przez starszych ludzi. Jednak muzycy grupy Eläkeläiset ("Emeryci") spowodowali, że stał się on znany w szerszych kręgach. Dokonali tego przerabiając słynne rockowe lub popowe kawałki na swój oryginalny styl. Przyspieszyli tempo muzyki i rozbudowali brzmienie utworów poprzez dodanie różnych nietypowych instrumentów, takich jak piła czy blaszka do ciasta służąca jako perkusja.
Fiński zespół Finntroll połączył tradycyjny styl humppy z metalem i tekstami w języku szwedzkim. Norweska grupa TrollfesT tworzy podobną muzykę co Finntroll i określa ją jako "norweski humppa metal". Innym znanym zespołem grającym tego typu muzykę jest Kaizers Orchestra. Ta wielokrotnie wyróżniona grupa inspiruje się między innymi humppą. Norweskie określenie "ompa" jest w tytule ich pierwszego albumu "Ompa Til Du Dør". Inne wykorzystywane przez nich elementy to muzyka cygańska, polka, punk i hardrock.
Pozostałe zespoły związane z humppą to m.in. Erkki Junkkarinen, Humppatyttö Berit, Humppaveikot, Pispalan laulava pystytukka, Pauli Räsänen, Finsterforst i Solistiyhtye Suomi.